# Aitor Arregi Galdos
Aitor Arregi Galdos (Oñate, 20 de mayo de 1977) es un cineasta vasco que también ha trabajado como  director y guionista. Es miembro, junto con otras cinco personas, de Moriarti Productions. También enseña comunicación audiovisual en Universidad de Mondragón.

## Biografía
Estudió negocios en Universidad de Mondragón, en la Facultad de Ciencias Empresariales. Después de completar estos estudios, tomó un curso en Sarobe Hall, Urnieta. En 2002, formó Moriarti Productions junto a Asier Acha, Xabier Berzosa, Jon Garaño, Jorge Gil y José María Goenaga  La sede de la productora se encuentra en Pasajes. 
Desde 2008, Arregi ha estado involucrado en el cine y la enseñanza al mismo tiempo, desde ese año ha estado enseñando comunicación audiovisual en el campus de Aretxabaleta de la Universidad de Mondragón. Durante varios años ha dirigido MUtelebista, una televisión universitaria.
Junto con Jo Garaño, dirigió Handia, que compitió en la Selección Oficial en el Festival Internacional de Cine de San Sebastián, donde ganó el Premio Irizar al Cine Vasco y el Premio Especial del Jurado. Además, tuvo 13 nominaciones a los Premios Goya, obteniendo 10 premios, entre ellos al mejor guion original, que fue recibido por el propio Aitor Arregi, Andoni de Carlos, Jon Garaño y José Mari Goenaga.

## Filmografía

### Como guionista

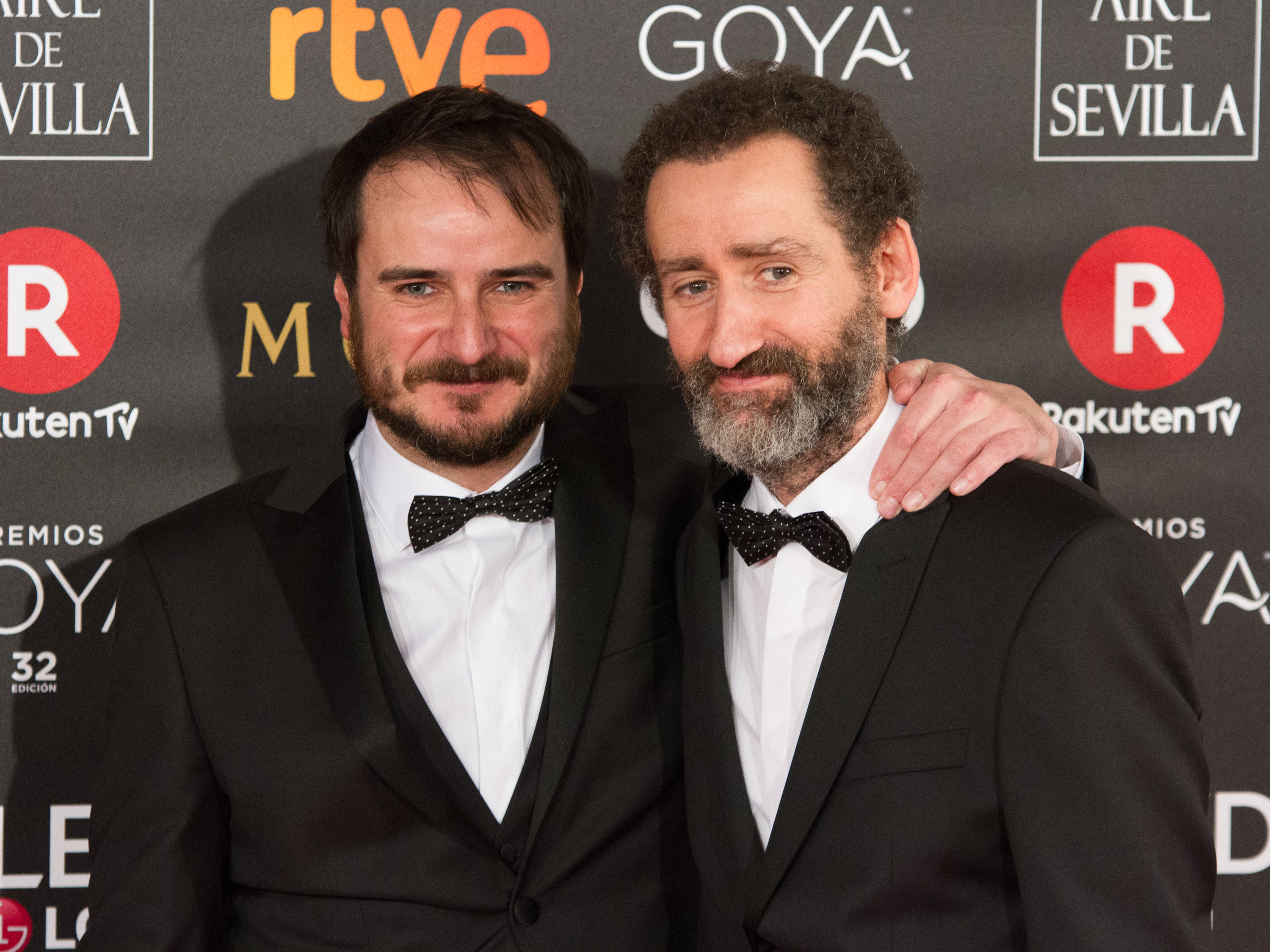
Aitor Arregi y Jon Garaño en los Premios Goya 2018, donde recibieron el premio al Mejor guion original por Handia.

- Loreak (2014)[3]

### Como director
- Marco, la verdad inventada (2024)
- La trinchera infinita (2019)[7]
- Handia (2017)
- Zarautzen erosi zuen (cortometraje, 2014)[8]
- Lucio (documental, 2007)
- Cristóbal Molón (dibujos animados, 2006)[3]
- Glup (dibujos animados, 2004)[3]
- Maratón del Sahara (2004)

## Premios y nominaciones
| Año  | Lugar                                               | País           | Categoría                         | Trabajo nominado      | Resultado |
| ---- | --------------------------------------------------- | -------------- | --------------------------------- | --------------------- | --------- |
| 2007 | Festival Internacional de Animación de Córdoba      | España         | Mejor Largometraje                | Cristóbal Molón       | Ganador   |
| 2008 | Premios Goya                                        | España         | Mejor Película Documental         | Lucio                 | Nominado  |
| 2008 | Festival Internacional de Cine de Guadalajara       | México         | Mejor Película Documental         | Lucio                 | Ganador   |
| 2015 | Premios Feroz                                       | España         | Mejor guion                       | Loreak                | Nominado  |
| 2015 | Premios Goya                                        | España         | Mejor Película                    | Loreak                | Nominado  |
| 2017 | Festival de San Sebastián                           | España         | Premio especial del jurado        | Handia                | Ganador   |
| 2017 | Festival de San Sebastián                           | España         | Mejor Película Vasca              | Handia                | Ganador   |
| 2017 | Festival de San Sebastián                           | España         | Mejor Película                    | Handia                | Nominado  |
| 2018 | ASECAN                                              | España         | Mejor película española           | Handia                | Nominado  |
| 2018 | Medallas del Círculo de Escritores Cinematográficos | España         | Mejor Película                    | Handia                | Nominado  |
| 2018 | Medallas del Círculo de Escritores Cinematográficos | España         | Mejor Director                    | Handia                | Nominado  |
| 2018 | Medallas del Círculo de Escritores Cinematográficos | España         | Mejor Guion Original              | Handia                | Nominado  |
| 2018 | Premios Feroz                                       | España         | Mejor Director                    | Handia                | Nominado  |
| 2018 | Premios Feroz                                       | España         | Mejor película de drama           | Handia                | Nominado  |
| 2018 | Premios Goya                                        | España         | Mejor Guion Original              | Handia                | Ganador   |
| 2018 | Premios Goya                                        | España         | Mejor Director                    | Handia                | Nominado  |
| 2018 | Premios Forqué                                      | España         | Mejor Película                    | Handia                | Nominado  |
| 2018 | Premios Forqué                                      | España         | Educación en Valores              | Handia                | Nominado  |
| 2018 | Festival Internacional de Cine de Seattle           | Estados Unidos | Mejor película iberoamericana     | Handia                | Nominado  |
| 2019 | Festival de San Sebastián                           | España         | Premio Feroz Zinemaldia           | La trinchera infinita | Ganador   |
| 2019 | Festival de San Sebastián                           | España         | Mejor Director                    | La trinchera infinita | Ganador   |
| 2019 | Festival de San Sebastián                           | España         | Mejor Película Vasca              | La trinchera infinita | Ganador   |
| 2019 | Festival de San Sebastián                           | España         | Premio FIPRESCI                   | La trinchera infinita | Ganador   |
| 2019 | Festival de San Sebastián                           | España         | Mejor Película - Concha de oro    | La trinchera infinita | Nominado  |
| 2019 | Festival de San Sebastián                           | España         | Mejor Película - Premio Sebastián | La trinchera infinita | Nominado  |
| 2020 | Medallas del Círculo de Escritores Cinematográficos | España         | Mejor Película                    | La trinchera infinita | Nominado  |
| 2020 | Medallas del Círculo de Escritores Cinematográficos | España         | Mejor Director                    | La trinchera infinita | Nominado  |
| 2020 | Premios Feroz                                       | España         | Mejor Director                    | La trinchera infinita | Nominado  |
| 2020 | Premios Goya                                        | España         | Mejor Director                    | La trinchera infinita | Nominado  |
| 2025 | Premios Goya                                        | España         | Mejor Director                    | Marco                 | Nominado  |
| 2025 | Premios Goya                                        | España         | Mejor guion original              | Marco                 | Nominado  |